# Plancher-Bas
Plancher-Bas est une commune française située dans le département de la Haute-Saône, la région culturelle et historique de Franche-Comté et la région administrative Bourgogne-Franche-Comté. Elle fait partie de la communauté de communes Rahin et Chérimont. Le village se situe dans la région vallonnée du massif des Vosges.
Ses habitants sont appelés les Plancherots.

## Géographie

### Localisation
Plancher-Bas se trouve dans la haute vallée du Rahin composée d'alluvions fluvio-glaciaires. Le village est situé dans une zone vallonnée et accidentée dans le département de la Haute-Saône en région Bourgogne-Franche-Comté. La majeure partie du territoire communal est boisée.

### Géologie
Plancher-Bas est construite sur le plateau de Haute-Saône dans la dépression sous-vosgienne et s'appuie sur le versant méridional du massif des Vosges. Le bassin houiller stéphanien sous-vosgien s’étend sur le territoire communal et aux alentours, entre Lure et le bassin potassique. Au lieu-dit les Granges-Godey, situé au sud-est de la commune, non loin d'Errevet, des veines de houille situées à faible profondeur sont découvertes mais ne sont pas exploitées.

### Climat
Pour des articles plus généraux, voir Climat de la Bourgogne-Franche-Comté et Climat de la Haute-Saône.
En 2010, le climat de la commune est de type climat de montagne, selon une étude du Centre national de la recherche scientifique s'appuyant sur une série de données couvrant la période 1971-2000. En 2020, Météo-France publie une typologie des climats de la France métropolitaine dans laquelle la commune est exposée à un climat semi-continental et est dans la région climatique  Vosges, caractérisée par une pluviométrie très élevée (1 500 à 2 000 mm/an) en toutes saisons et un hiver rude (moins de 1 °C). 
Pour la période 1971-2000, la température annuelle moyenne est de 9,6 °C, avec une amplitude thermique annuelle de 17,1 °C. Le cumul annuel moyen de précipitations est de 1 416 mm, avec 13,5 jours de précipitations en janvier et 10,7 jours en juillet. Pour la période 1991-2020, la température moyenne annuelle observée sur la station météorologique de Météo-France la plus proche, « Plancher-les-Mines », sur la commune de Plancher-les-Mines à 5 km à vol d'oiseau, est de 9,8 °C et le cumul annuel moyen de précipitations est de 2 048,8 mm. 
La température maximale relevée sur cette station est de 37,5 °C, atteinte le 12 août 2003 ; la température minimale est de −23 °C, atteinte le 9 janvier 1985,,. 
Les paramètres climatiques de la commune ont été estimés pour le milieu du siècle (2041-2070) selon différents scénarios d'émission de gaz à effet de serre à partir des nouvelles projections climatiques de référence DRIAS-2020. Ils sont consultables sur un site dédié publié par Météo-France en novembre 2022.

## Urbanisme

### Typologie
Au 1er janvier 2024, Plancher-Bas est catégorisée commune rurale à habitat dispersé, selon la nouvelle grille communale de densité à sept niveaux définie par l'Insee en 2022.
Elle appartient à l'unité urbaine de Plancher-les-Mines, une agglomération intra-départementale regroupant deux  communes, dont elle est ville-centre,,. Par ailleurs la commune fait partie de l'aire d'attraction de Belfort, dont elle est une commune de la couronne,. Cette aire, qui regroupe 91 communes, est catégorisée dans les aires de 50 000 à moins de 200 000 habitants,.

### Occupation des sols
L'occupation des sols de la commune, telle qu'elle ressort de la base de données européenne d’occupation biophysique des sols Corine Land Cover (CLC), est marquée par l'importance des forêts et milieux semi-naturels (77,2 % en 2018), une proportion sensiblement équivalente à celle de 1990 (77,6 %). La répartition détaillée en 2018 est la suivante : 
forêts (74,6 %), zones agricoles hétérogènes (18,4 %), zones urbanisées (3,2 %), milieux à végétation arbustive et/ou herbacée (2,6 %), prairies (1,2 %). L'évolution de l’occupation des sols de la commune et de ses infrastructures peut être observée sur les différentes représentations cartographiques du territoire : la carte de Cassini (XVIIIe siècle), la carte d'état-major (1820-1866) et les cartes ou photos aériennes de l'IGN pour la période actuelle (1950 à aujourd'hui).

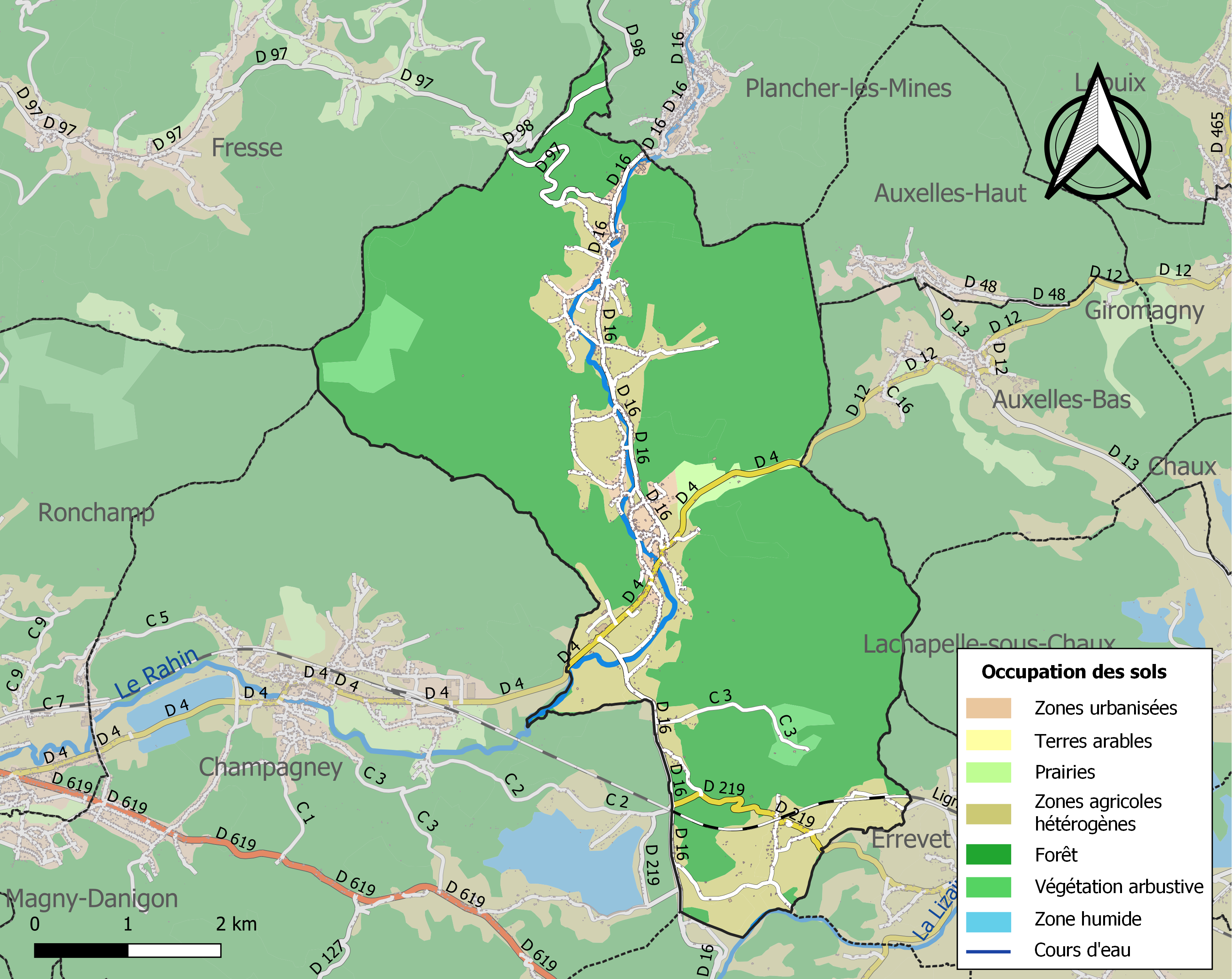
Carte des infrastructures et de l'occupation des sols de la commune en 2018 (CLC).

## Histoire

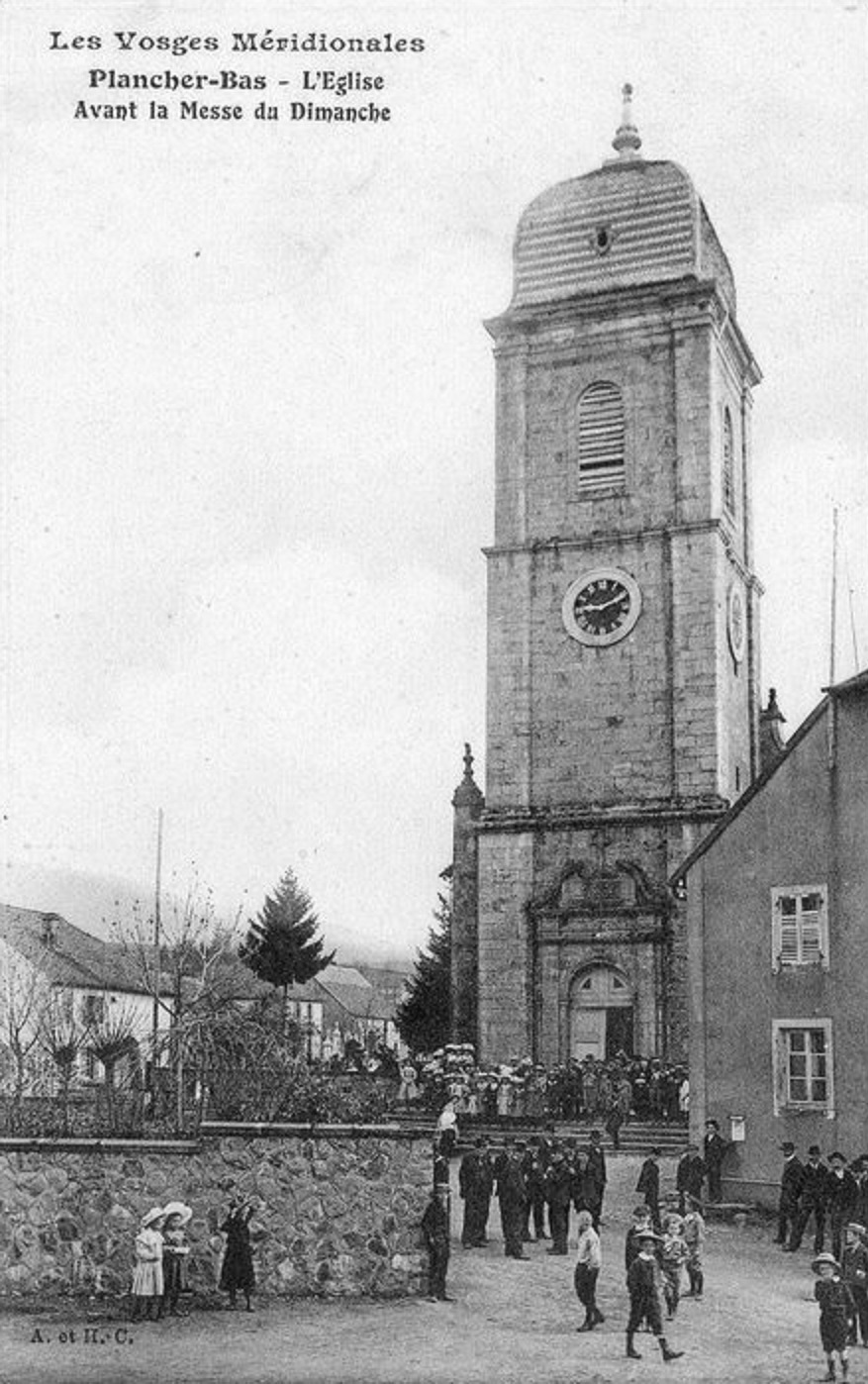
L'église vers 1900.

### Origine
En 600, un moine s'installe dans la forêt de Saint-Antoine avant qu'un prieuré et une chapelle ne soient construits. En 1178, le village de Planchicum est inscrit dans les archives. En 1232, l'abbé de Lure, seigneur de Passavant (vallée du Rahin) est fait prince. En 1687, Plancher-Haut, devenu Plancher-les-Mines devient indépendant de Plancher-Bas (dont il était un hameau) après l'accroissement démographique provoqué par l'exploitation des mines,.

### Industries
Influencé par les usines et mines métalliques de la vallée de Saint-Antoine et par les houillères de Ronchamp, le village développe une activité industrielle dès le XVIIIe siècle. Une usine d'horlogerie s'installe à Mont dès 1786, c'est ensuite l'activité textile qui se développe avec quatre usines au centre.
Plusieurs industries ont perduré entre le XIXe siècle et le XXe siècle, principalement des usines métallurgiques et des fonderies mais aussi une papeterie ayant notamment appartenu à Louis-Émile Desloye qui fabriquait sa pâte à papier à partir de chiffons. La commune comptait également des artisanats variés (maréchal-ferrant, forgeron, charron, sabotier, ébéniste).
Une autre activité, qui perdura jusque dans les années 1970, est la récolte de l'écorce de chêne, de laquelle on tirait le tan, qui servait au traitement du cuir animal (tannage des peaux). Cette activé est alors un moyen de rémunération non négligeable pour les familles locales. Deux moulins dont les meules broyaient les écorces séchées ont été en activité au village, actionnés par le courant du Rahin. Après 1914 elles étaient envoyées par fagots en Suisse ou dans le Nord de la France dans des wagons chargés à la gare de Champagney. Des moulins à grains notamment étaient installés le long du Rahin.

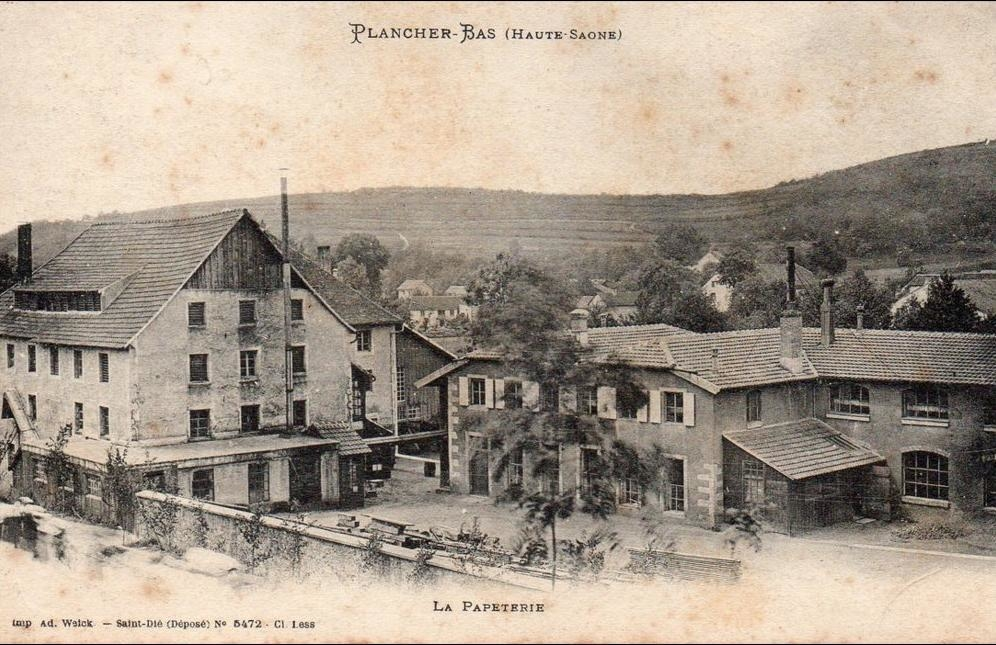
La papeterie Desloye-Terré.
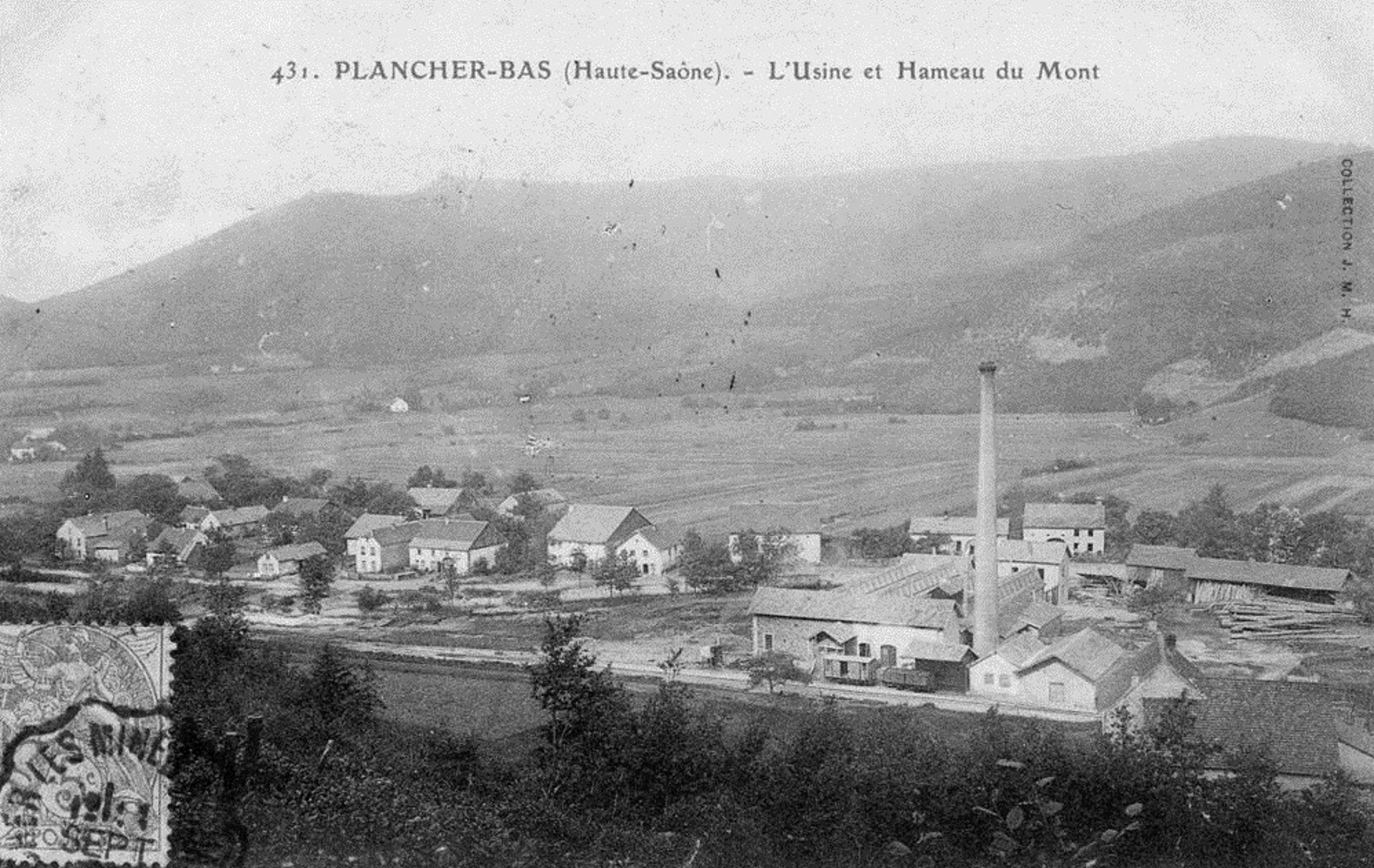
L'usine et le hameau du Mont.

### Époque contemporaine
À la fin de l'Occupation, le 20 novembre 1944, Plancher-Bas est libéré par la 1ère division française libre commandée par le général Brosset après deux mois de combats : l'avancée des armées de libération dans la région avait été ralentie à la fin du mois de septembre (du fait notamment des lenteurs du ravitaillement) et le front s'était stabilisé du 2 octobre au 19 novembre sur une ligne reliant Belfahy, Fresse et Ronchamp (voir aussi Libération de la France et 1ère division blindée).
Les combats de la libération auraient causé la mort de 27 personnes dans la population de la commune.
Le village se voit remettre la Croix de guerre avec étoile de vermeil, pour les actes de résistance de la part de certains habitants. Cette décoration est décernée le 11 novembre 1948 puis remise le 2 juillet 1950.

## Politique et administration

### Liste des maires

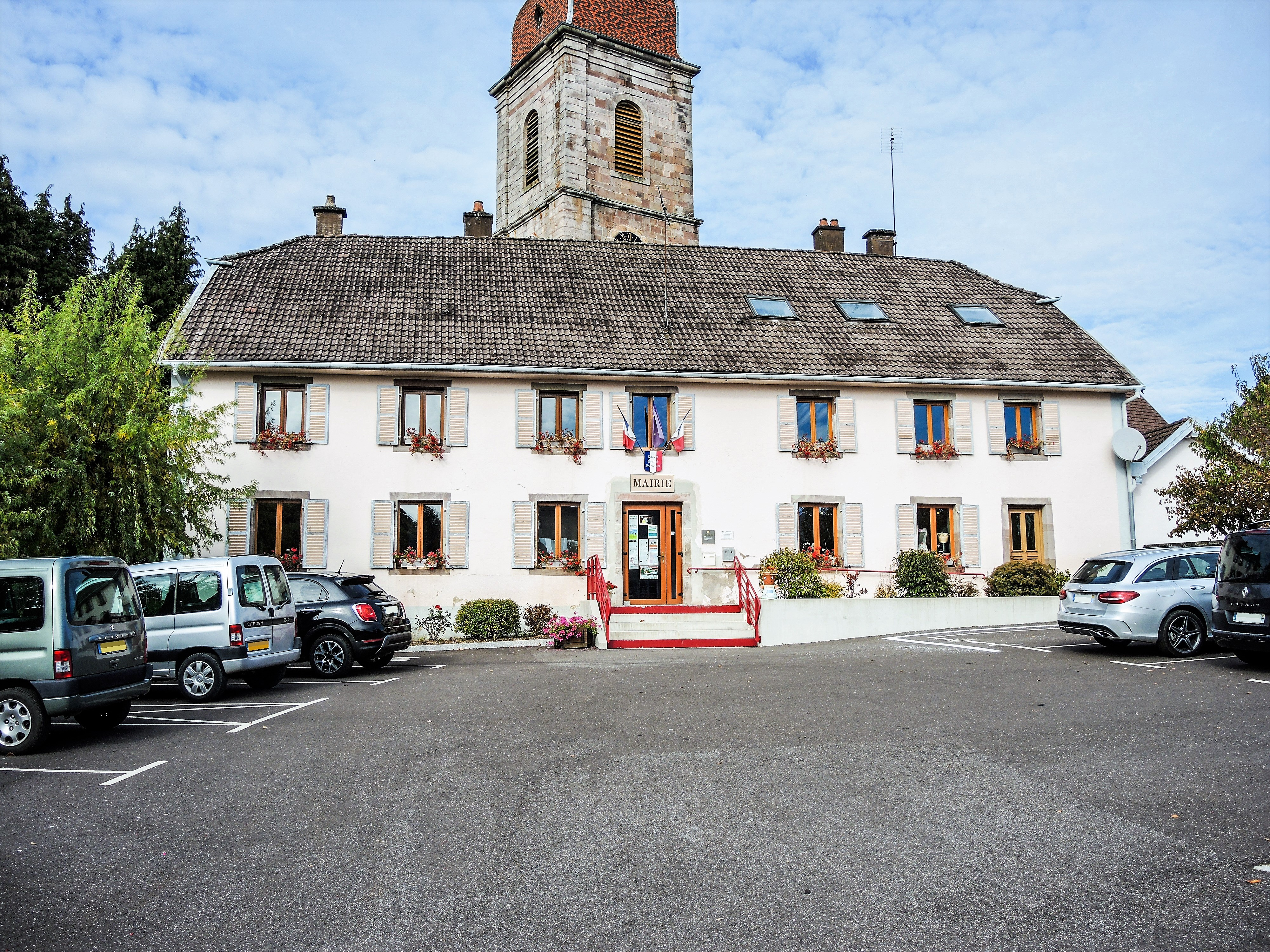
La mairie.

| Période      | Période                      | Identité        | Étiquette    | Qualité                                                            |
| ------------ | ---------------------------- | --------------- | ------------ | ------------------------------------------------------------------ |
| février 1945 | octobre 1947                 | Charles Gillet  |              |                                                                    |
| octobre 1947 | mars 1977                    | Maurice Parisot |              |                                                                    |
| mars 1977    | mars 1983                    | Hubert Guerrin  | PCF          | Instituteur Conseiller général du canton de Champagney (1985-2004) |
| mars 1983    | mars 2014                    | Roland Germain  | PCF          |                                                                    |
| mars 2014    | En cours (au 9 janvier 2022) | Luc Sengler     | DIV puis DVD | Médecin urgentiste de profession. Réélu pour le mandat 2020-2026   |

### Finances locales
En 2015, les finances communales était constituées ainsi :
- total des produits de fonctionnement : 1 895 000 €, soit 946 € par habitant ;
- total des charges de fonctionnement : 1 263 000 €, soit 630 € par habitant ;
- total des ressources d’investissement : 560 000 €, soit 280 € par habitant ;
- total des emplois d’investissement : 529 000 €, soit 264 € par habitant ;
- endettement : 2 246 000 €, soit 1 121 € par habitant.

Avec les taux de fiscalité suivants :
- taxe d'habitation : 9,06 % ;
- taxe foncière sur le bâti : 10,54 % ;
- taxe foncière sur les propriétés non bâties : 102,43 % ;
- taxe additionnelle à la taxe foncière sur les propriétés non bâties : 58,19 % ;
- cotisation foncière des entreprises : 20,89 %.

### Divisions territoriales

Carte départementale représentant en rouge la communauté de communes Rahin et Chérimont.

Plancher-Bas fait partie du département de la Haute-Saône, en région Bourgogne-Franche-Comté. La commune appartient également canton de Champagney, situé dans l'arrondissement de Lure,.
En outre, le village fait partie de la communauté de communes Rahin et Chérimont, intercommunalité créée en 2003, et qui se trouve dans le pays des Vosges Saônoises.

### Politique environnementale
La communauté de communes Rahin et Chérimont, à laquelle appartient Plancher-Bas, est membre du Syndicat intercommunal de collecte et de traitement des ordures ménagères (SICTOM) de la zone sous-vosgienne, basé à Étueffont. La communauté de communes Rahin et Chérimont assure la gestion de la politique environnementale de Ronchamp, dont entre autres la mise en place et le suivi d’un service public d’assainissement non collectif.

## Population et société

### Démographie
En 2022, la commune de Plancher-Bas comptait 1 855 habitants. À partir du XXIe siècle, les recensements réels des communes de moins de 10 000 habitants ont lieu tous les cinq ans. Les autres « recensements » sont des estimations. La commune dépasse la barre des 2 000 habitants en 2015.
| 1793  | 1800  | 1806  | 1821  | 1831  | 1836  | 1841  | 1846  | 1851  |
| ----- | ----- | ----- | ----- | ----- | ----- | ----- | ----- | ----- |
| 1 513 | 1 505 | 1 635 | 1 898 | 2 028 | 2 124 | 2 131 | 2 114 | 2 102 |

| 1856  | 1861  | 1866  | 1872  | 1876  | 1881  | 1886  | 1891  | 1896  |
| ----- | ----- | ----- | ----- | ----- | ----- | ----- | ----- | ----- |
| 2 017 | 2 149 | 2 206 | 2 216 | 2 323 | 2 348 | 2 365 | 2 296 | 2 245 |

| 1901  | 1906  | 1911  | 1921  | 1926  | 1931  | 1936  | 1946  | 1954  |
| ----- | ----- | ----- | ----- | ----- | ----- | ----- | ----- | ----- |
| 2 174 | 2 227 | 2 007 | 1 733 | 1 688 | 1 583 | 1 493 | 1 220 | 1 321 |

| 1962  | 1968  | 1975  | 1982  | 1990  | 1999  | 2005  | 2006  | 2010  |
| ----- | ----- | ----- | ----- | ----- | ----- | ----- | ----- | ----- |
| 1 341 | 1 293 | 1 402 | 1 538 | 1 644 | 1 637 | 1 804 | 1 816 | 1 923 |

| 2015  | 2020  | 2022  | - | - | - | - | - | - |
| ----- | ----- | ----- | - | - | - | - | - | - |
| 1 963 | 1 872 | 1 855 | - | - | - | - | - | - |

### Enseignement
La commune dépend de l'académie de Besançon.

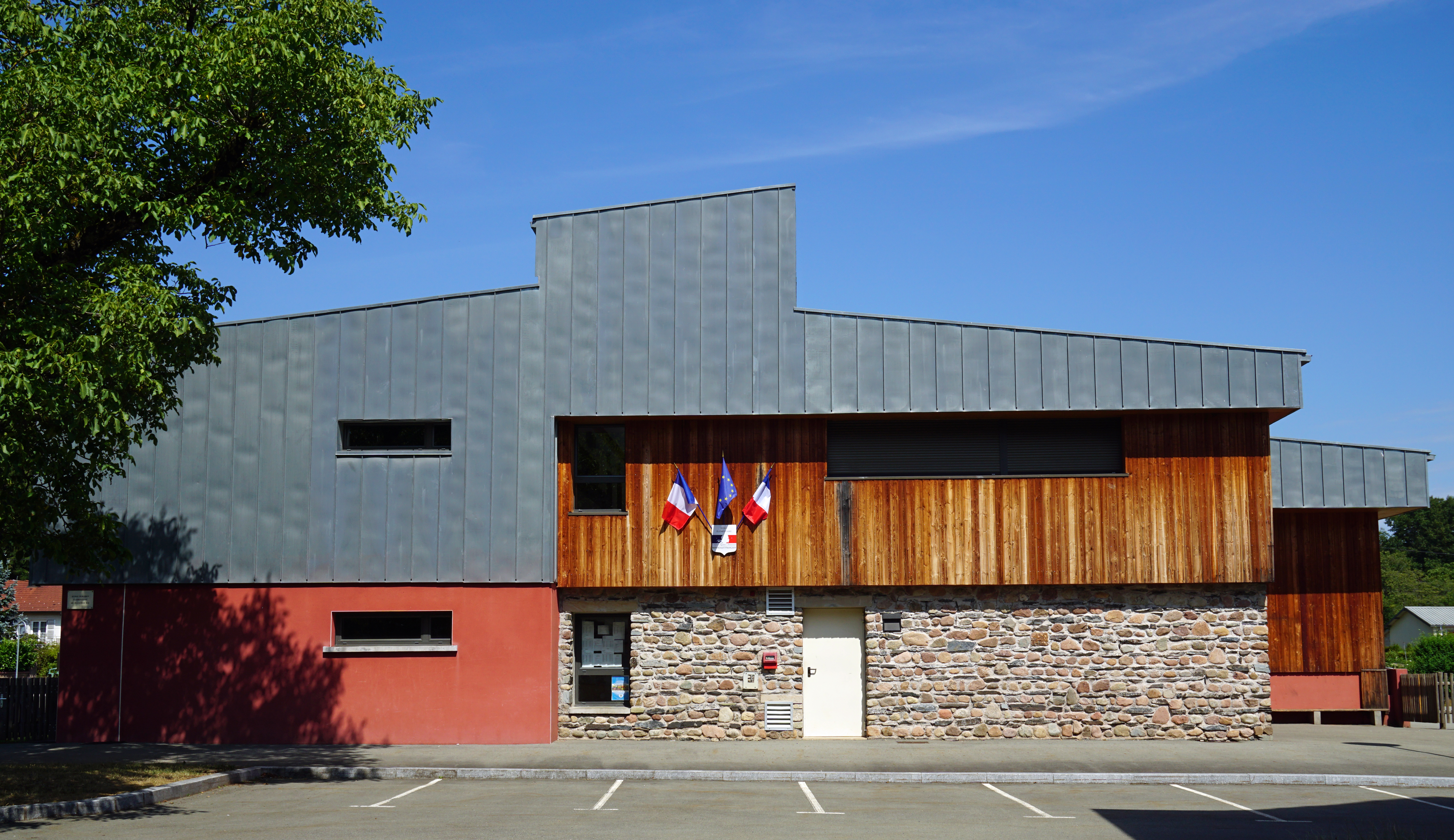
L'école.

Plancher-Bas possède deux écoles publiques : une école maternelle et une école primaire. Pour la scolarisation des lycéens, le lycée Georges-Colomb de Lure est l'établissement privilégié.
En ce qui concerne les études supérieures, les établissements les plus proches sont situés dans l'aire urbaine de Belfort-Montbéliard et à Vesoul.

### Santé
Concernant les services hospitaliers, l'hôpital le plus proche de Plancher-Bas est celui de Lure, mais il est de plus en plus désinvesti par les services publics au profit de celui de Vesoul, principal site du C.H.I. de Haute-Saône. Par ailleurs, les hôpitaux de Belfort et Montbéliard, facilement accessibles de Ronchamp, fusionnent en 2017 au profit de la nouvelle infrastructure commune du centre hospitalier de Belfort-Montbéliard, située à mi-chemin entre les deux villes, à Trévenans.

### Services et équipements publics
Les services publics comprennent la salle polyvalente Georges-Brassens, un bureau de poste et une caserne de pompiers couplée aux ateliers municipaux. Une brigade territoriale de gendarmerie est implantée dans la commune voisine de Champagney.
Les autres services publics sont disponibles à Lure, où l'on trouve notamment la sous-préfecture, les services sociaux locaux du Conseil départemental et une de ses antennes techniques routières, Pôle emploi, EDF, les services fiscaux et cadastraux et un tribunal d'instance.

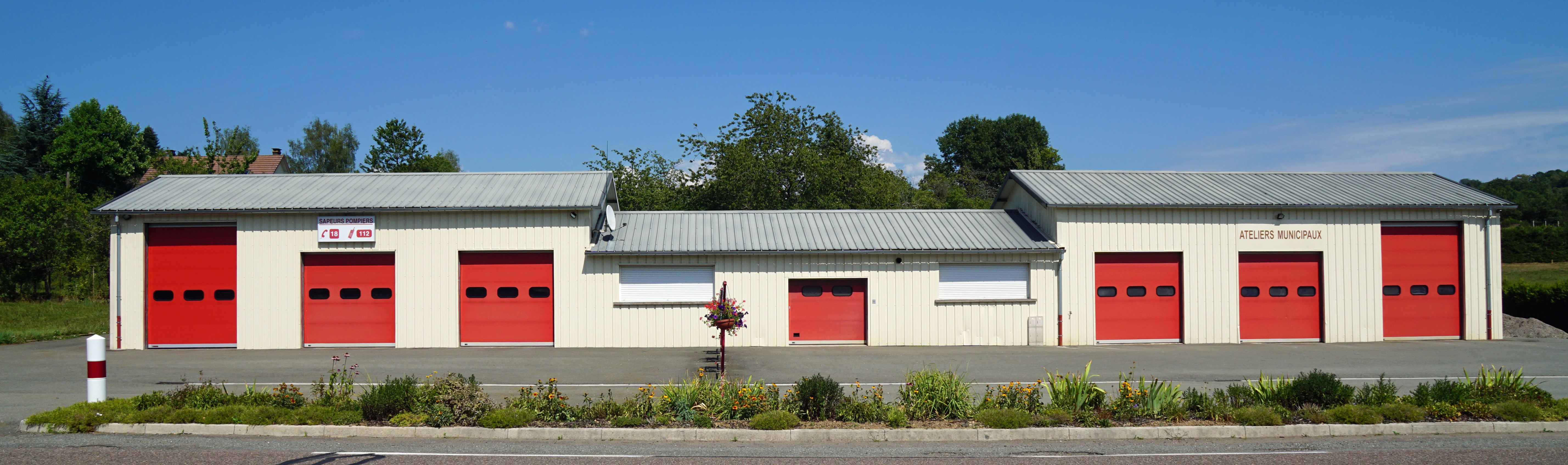
La caserne des pompiers et les ateliers municipaux.
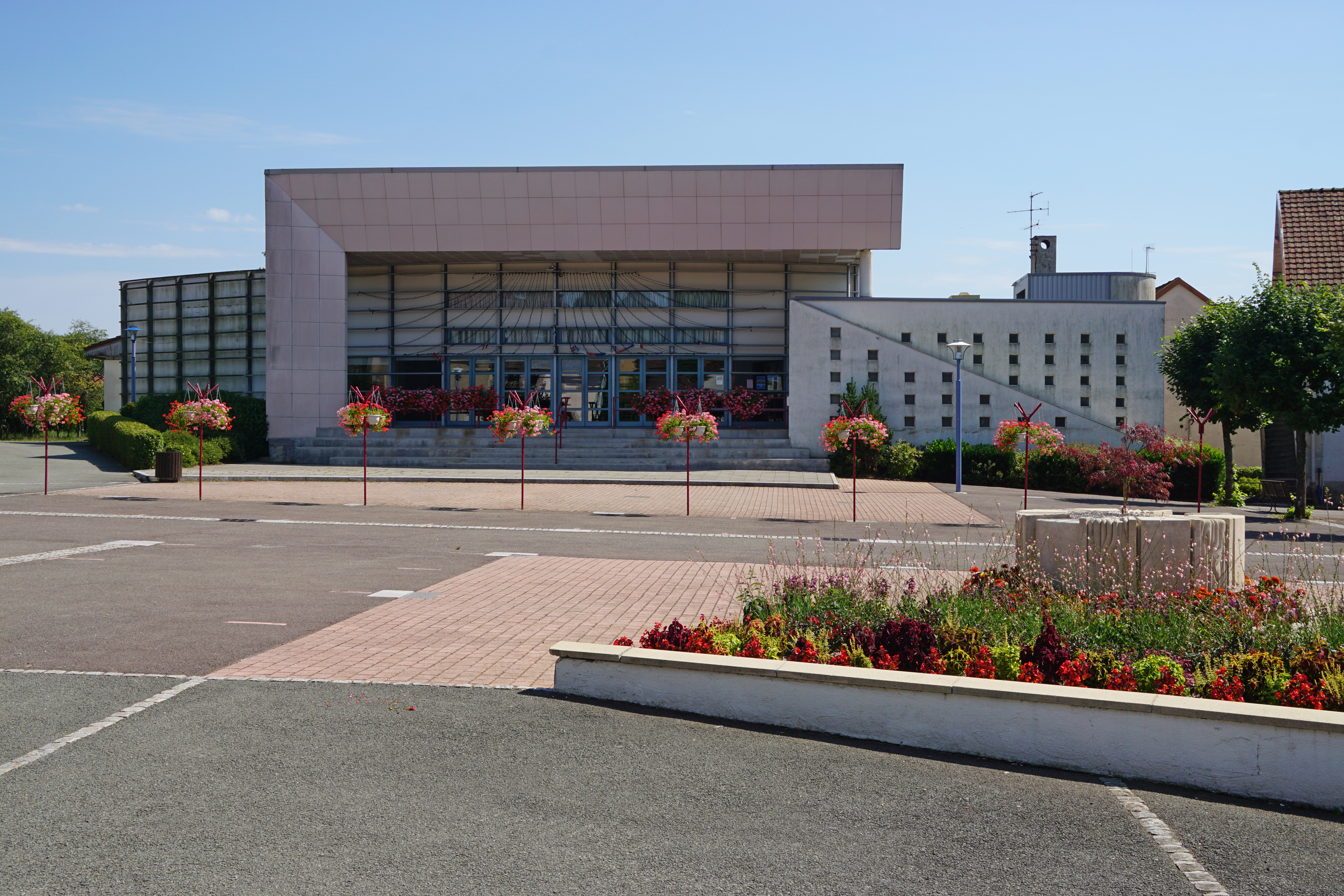
La salle polyvalente Georges-Brassens.
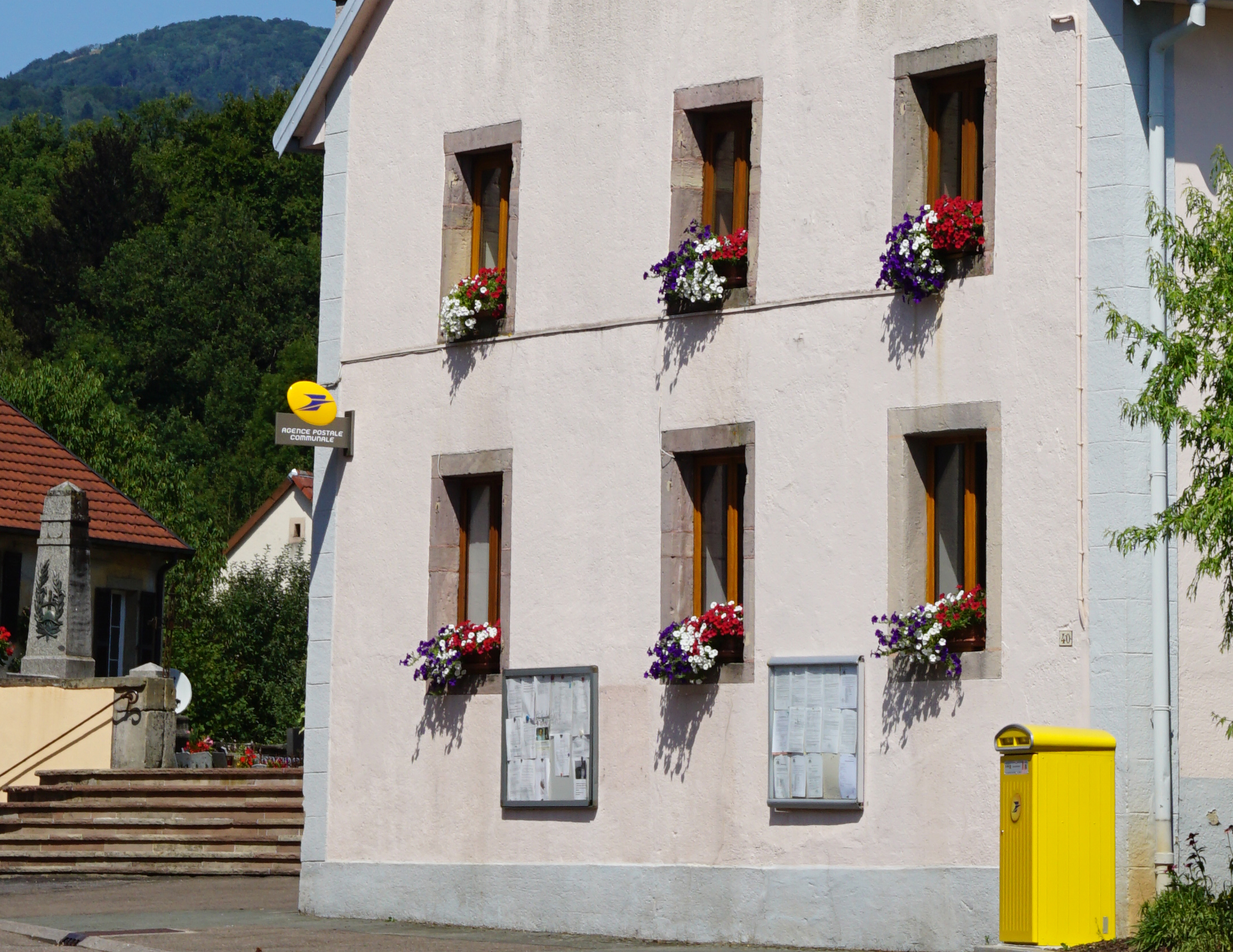
Le bureau de poste.

### Instances administratives et judiciaires
La commune de Plancher-Bas dépend du tribunal de grande instance de Vesoul, du tribunal d'instance de Lure, du tribunal de commerce de Vesoul, du tribunal paritaire des baux ruraux de Lure, du tribunal des affaires de Sécurité sociale du Territoire de Belfort, du conseil de prud'hommes de Lure et de la cour d'assises de Vesoul. De plus, la ville est dépendante du tribunal administratif et de la cour d'appel de Besançon ainsi que de la cour administrative d'appel de Nancy,.

### Médias
La presse écrite est représentée par le quotidien régional L'Est républicain ainsi que par le journal hebdomadaire Les Affiches de la Haute-Saône.
Le village est couverte par les programmes de France 3 Franche-Comté.

### Cultes
Plancher-Bas est rattachée à l'unité pastorale de Champagney, faisant partie du doyenné de Lure, qui dépend de l'archidiocèse de Besançon. Un lieu de culte catholique est implanté dans la commune : l'église Saint-Pancrace.
Concernant d'autres religions, les lieux de cultes les plus proches sont les temples de Magny-Danigon et Clairegoutte pour les protestants, la synagogue de Belfort pour les juifs et la mosquée de Lure pour les musulmans.

## Économie
Plancher-Bas possède, sur son territoire, des entreprises artisanal, agricole et industriel. Celles-ci sont essentiellement implantées sur la ZA des Prés Lajus. Les entreprises industriels sont Sperian Protection, Serero-fonderie, Kibros, Chapuis, Cotta et Obrecht. La plupart des activités industriels du village existent depuis le XXe siècle. L'INSEE rattache le village au bassin de vie de Champagney - Ronchamp.

## Lieux et monuments
Patrimoine naturel :
- des moraines et blocs erratiques ;
- la colline de pierre litée, constitué d'ardoise.

Patrimoine architectural :
- l'église Saint-Pancrace, construite entre 1170 et 1200 et reconstruite en 1772 à la suite d'un incendie; Sa cloche date de 1864[51] ; Son orgue a été entièrement rénové en 2018 et ses façades ravalées en 2021.

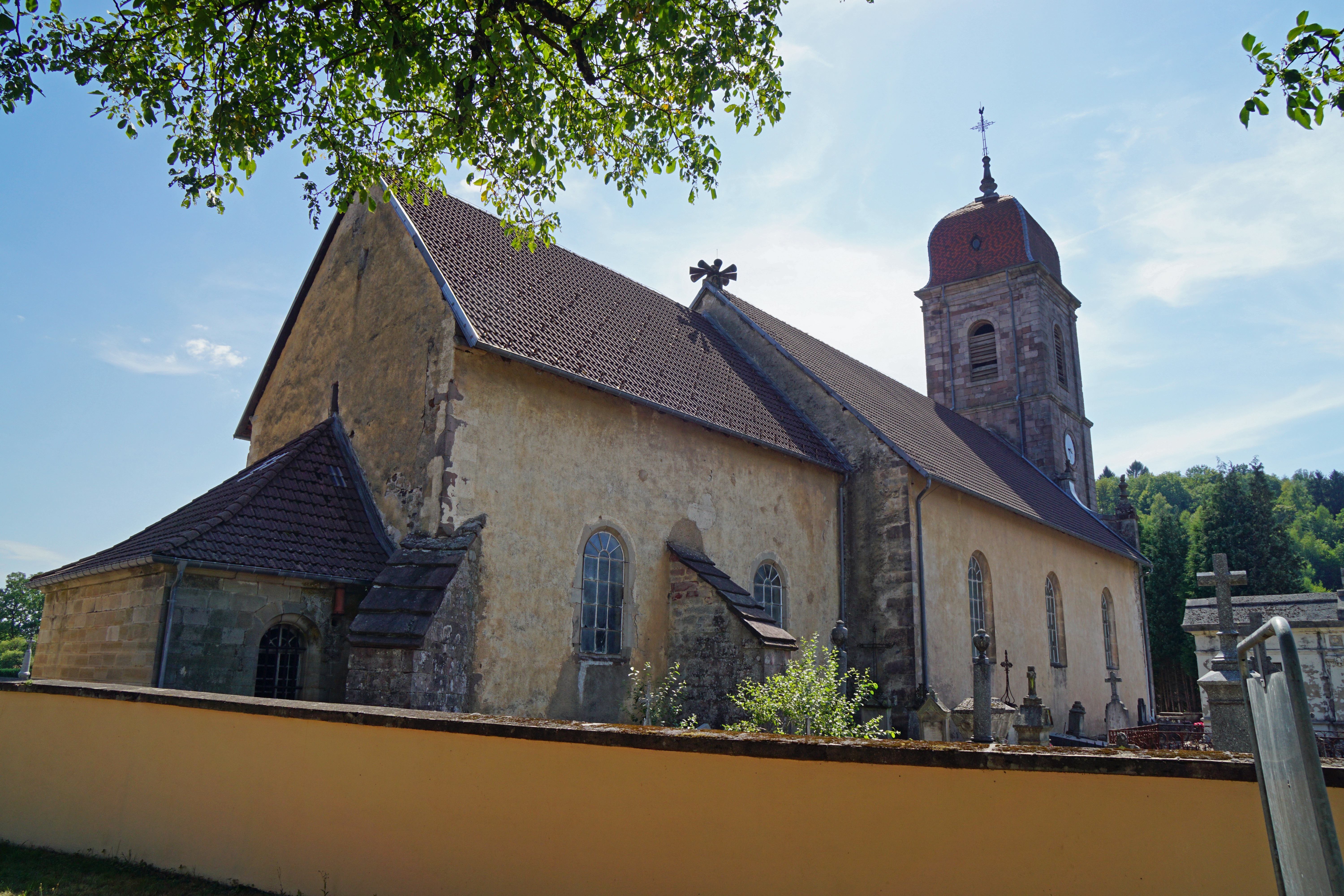
Vue arrière.
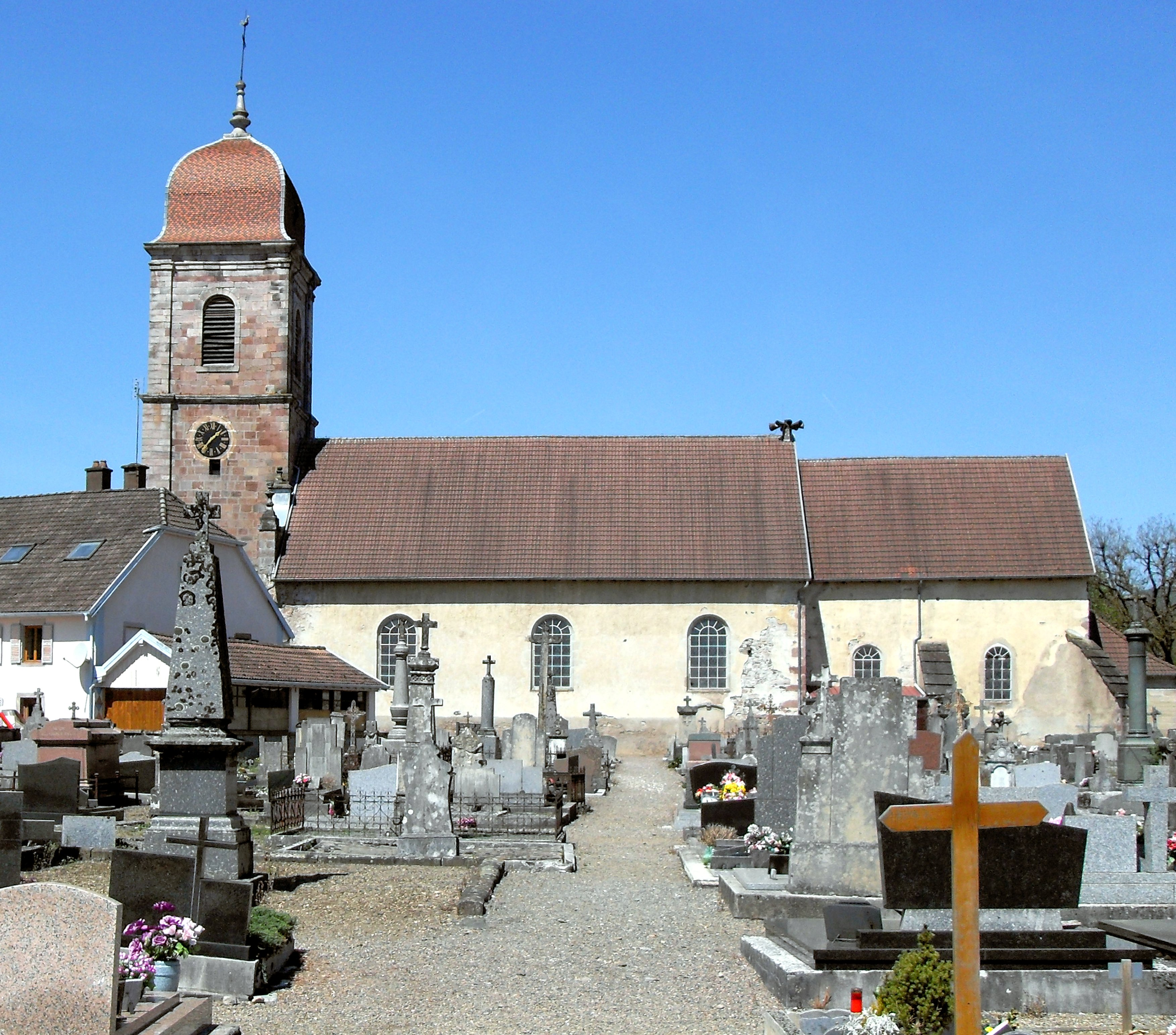
Vue du cimetière.
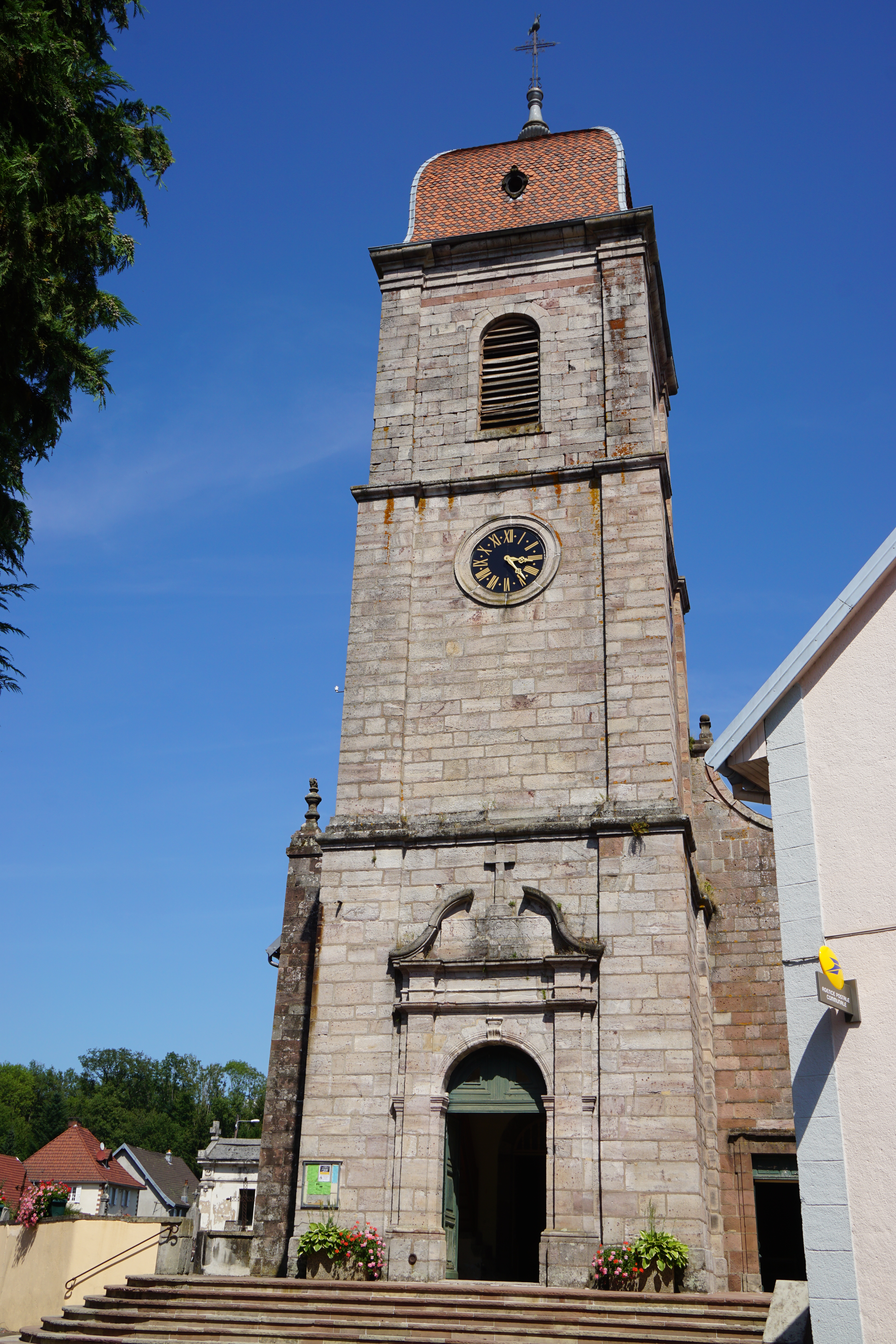
Clocher.
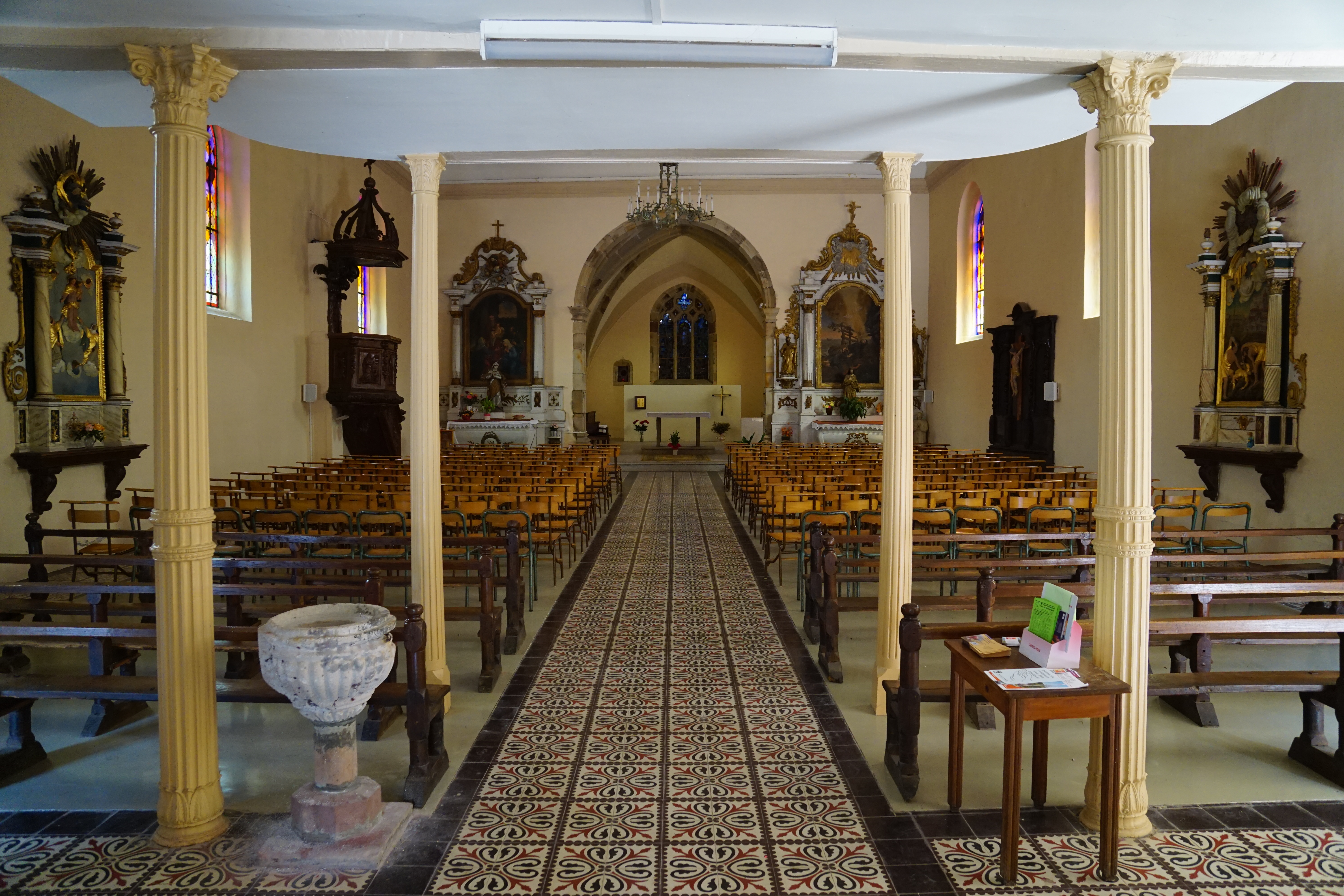
Intérieur.

- d'anciens bâtiments industriels et maisons de maîtres ;
- le monument aux morts[52] ;
- le château Schaeffer et la maison Château aux Granges-Godey ;
- le barrage sur le Rahin et la rigole d'alimentation du bassin de Champagney ;
- le col de la Chevestraye (611 m) en limite de la commune, enjeu d'une importante bataille fin septembre et début octobre 1944. Il est emprunté lors de la 20e étape du Tour de France 2020 ;
- l'ancienne gare du Tacot[53] ;
- la scierie haut-fer du Fahys ;
- les vestiges d'une ancienne tour de guet en avant-poste du château de Passavant.

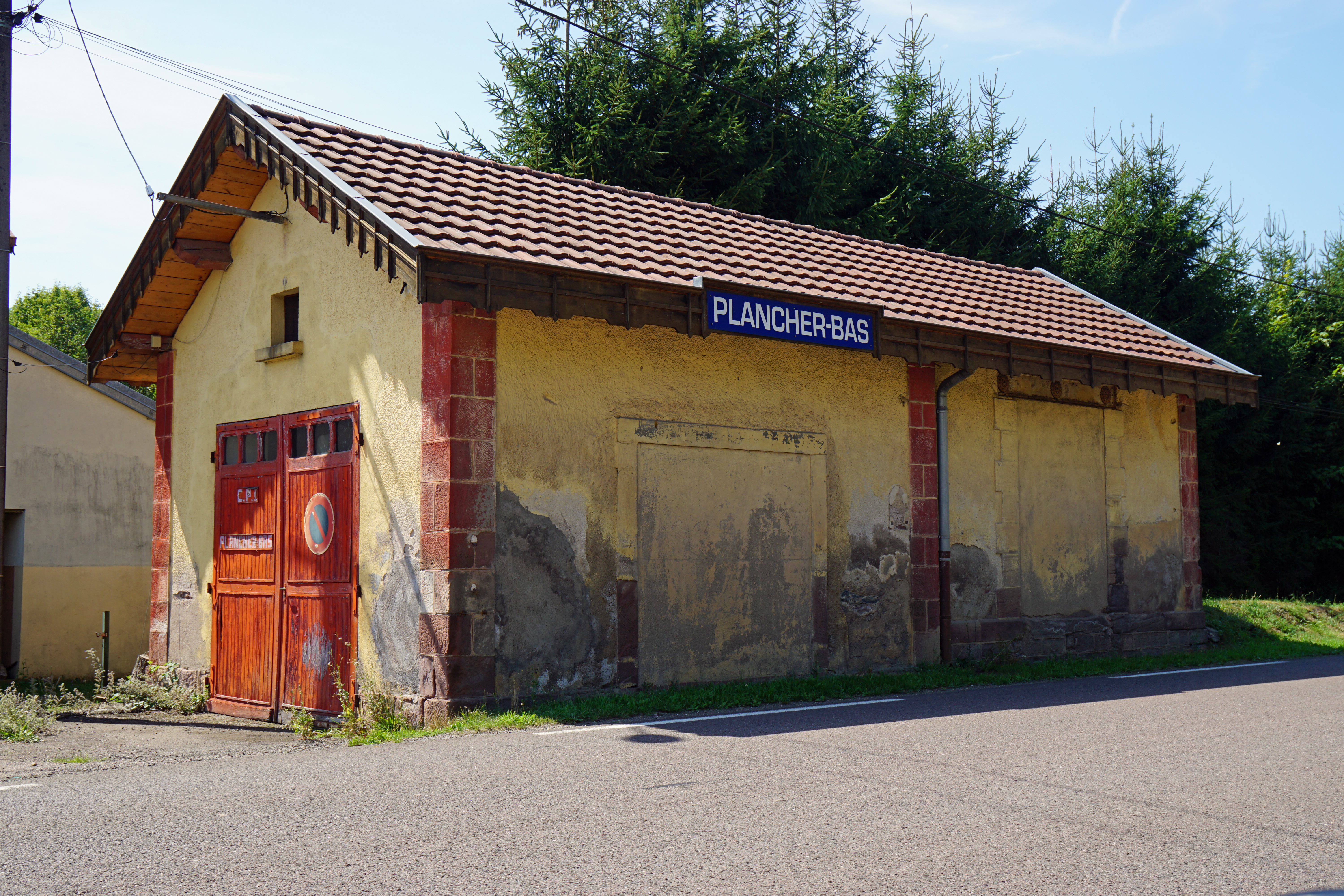
L'ancienne gare du Tacot.
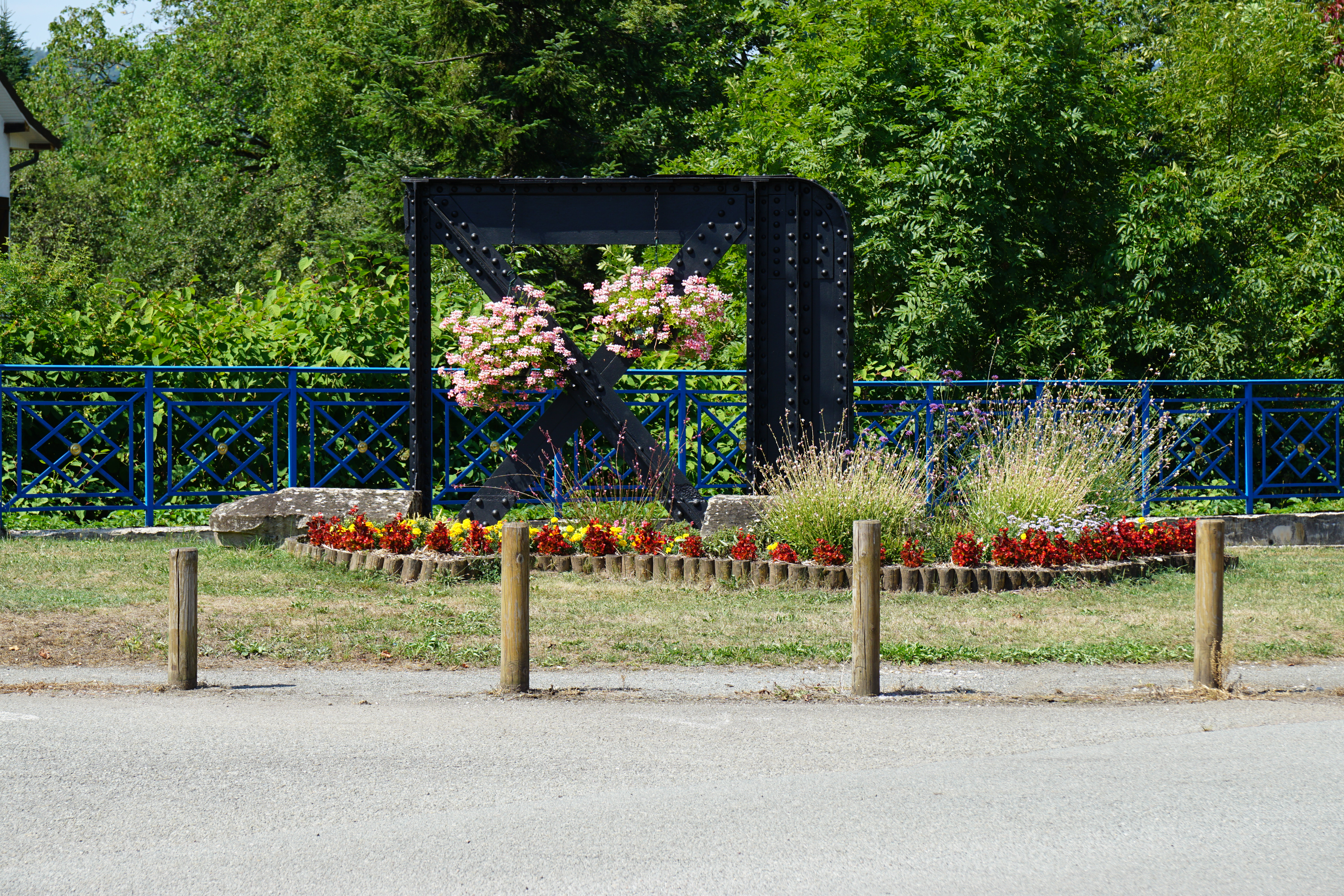
Une structure métallique fleurie.
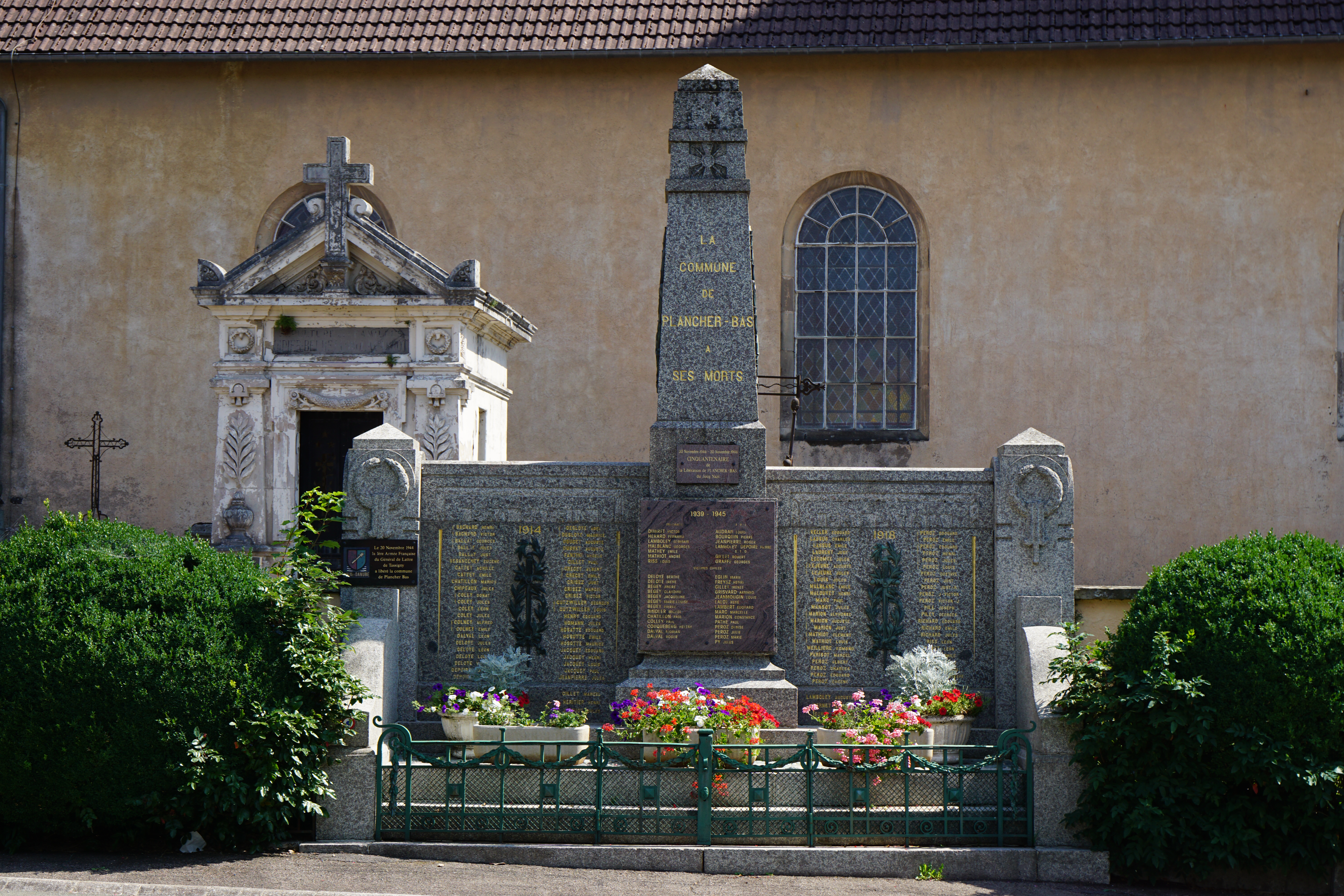
Le monument aux morts.

### Patrimoine industriel
- Usine de quincaillerie Chapuis, actuellement usine de pièces détachées en matière plastique G-Tech[54].
- Usine de bonneterie et de confection Ballay, actuellement logements et immeuble de bureaux[55].
- Tissage de soie Blaise, puis tissage de coton Lebrun, actuellement garage de réparation automobile[56].
- Usine de quincaillerie Spindler, actuellement Bacou-Dalloz[57].
- Tissage Lebrun, actuellement logement[58].
- Moulin à papier Desloye, puis Terré[59].

## Personnalités liées à la commune
- Louis-Émile Desloye (1836-1892), ancien député-maire et industriel (papetier) à Plancher-Bas.

### Héraldique
|  | Les armes de la commune se blasonnent ainsi : D’argent au chêne arraché au naturel. Un arbre identifié par le gland qui en tombe, et qui rappelle l'activité d'exploitation et négoce de l'écorce de chêne à destination des tanneries. |